# Cathrine Dufour
Cathrine Laudrup-Dufour (Kirke Hvalsø, 2 de enero de 1992) es una jinete danesa que compite en la modalidad de doma.
Participó en tres Juegos Olímpicos de Verano, obteniendo una medalla de plata en París 2024, en la prueba por equipos (junto con Daniel Bachmann Andersen y Nanna Skodborg Merrald), el sexto lugar en Río de Janeiro 2016, en la prueba por equipos, y el cuarto en Tokio 2020, individual y por equipos.
Ganó tres medallas en el Campeonato Mundial de Doma de 2022 y siete medallas en el Campeonato Europeo de Doma, entre los años 2017 y 2021.

## Palmarés internacional
| Juegos Olímpicos   | Juegos Olímpicos        | Juegos Olímpicos  | Juegos Olímpicos      |
| Año                | Lugar                   | Medalla           | Categoría             |
| ------------------ | ----------------------- | ----------------- | --------------------- |
| 2024               | París (Francia)         | Medalla de plata  | Por equipos           |
| Campeonato Mundial |                         |                   |                       |
| Año                | Lugar                   | Medalla           | Categoría             |
| 2022               | Herning (Dinamarca)     | Medalla de oro    | Por equipos           |
| 2022               | Herning (Dinamarca)     | Medalla de plata  | Individual (especial) |
| 2022               | Herning (Dinamarca)     | Medalla de plata  | Individual (libre)    |
| Campeonato Europeo |                         |                   |                       |
| Año                | Lugar                   | Medalla           | Categoría             |
| 2017               | Gotemburgo (Suecia)     | Medalla de plata  | Por equipos           |
| 2017               | Gotemburgo (Suecia)     | Medalla de bronce | Individual (especial) |
| 2017               | Gotemburgo (Suecia)     | Medalla de bronce | Individual (libre)    |
| 2019               | Róterdam (Países Bajos) | Medalla de bronce | Individual (especial) |
| 2021               | Hagen (Alemania)        | Medalla de plata  | Individual (libre)    |
| 2021               | Hagen (Alemania)        | Medalla de bronce | Individual (especial) |
| 2021               | Hagen (Alemania)        | Medalla de bronce | Por equipos           |